# Irene Rosenfeld
Irene Blecker Rosenfeld, född 3 maj 1953 i Westbury i New York, är en amerikansk företagsledare, ordförande och verkställande direktör (CEO) av Mondelēz International. Hon har varit verksam inom livsmedels- och dryckesindustrin i cirka 30 år.

## Biografi
Rosenfeld föddes i en judisk familj och är dotter till Seymour och Joan Blecker. Hennes fars föräldrar var rumänska judar och hennes mors morföräldrar var tyska judar. Hon gjorde sin skolgång i W. Tresper Clarke High School i Westbury, New York.  Hon har sedan avlagt magisterexamen i företagsekonomi och kandidatexamen i psykologi vid Cornell University, där hon senare också disputerade för en doktorsexamen i marknadsföring och statistik.
Sin första anställning hade Rosenfeld på reklambyrån Dancer Fitzgerald Sample i New York, och därefter arbetade hon för General Foods med konsumentundersökningar.
År 2004 utsågs Rosenfeld till ordförande och VD för Frito-Lay, en division av Pepsi Cola, där hon var ansvarig för produktlansering. I juni 2006 blev hon VD för Kraft Foods, som övertog General Foods. Bland hennes många framgångsrika uppdrag på Kraft Foods finns ledningen av  omstruktureringen och vändningen av företagets nyckelverksamheter i USA, Kanada och Moskva, och hon utsågs till ordförande i Altria Group mars 2007 efter gruppens avknoppning från Kraft Foods.
Hon är också aktiv i ett antal industri- och samhällsorganisationer, bland annat Economic Club of Chicago.  Därtill sitter hon i styrelsen för Grocery Manufacturers Association och för Cornell University, samt i styrelsen för Consumer Goods Forum.

## Kontrovers
Under den amerikanska presidentvalskampanjen 2016, kritiserades Mondelēz och Rosenfeld av den republikanske kandidaten Donald Trump  och de demokratiska kandidaterna Hillary Clinton  och Bernie Sanders  för outsourcing av cirka 600 amerikanska jobb från Chicago till Salinas, Mexiko, vilket föranledde Oreobojkotten. Arbetardemonstrationer har också skett vid olika evenemang där Rosenfeld har deltagit och även utanför hennes eget hem.

## Utmärkelser
År 2008 placerades Rosenfeld på sjätte på The Wall Street Journals "50 kvinnor att beakta"-lista.  Hon har också varit noterad flera gånger som en av de 100 mäktigaste kvinnorna i världen av tidskriften Forbes. År 2014 var hon rankad på 15:e plats precis bakom Oprah Winfrey.